# Discografia dos The Stooges
A discografia da banda The Stooges, consiste em 5 álbuns de estúdio, 7 álbuns gravado ao vivo, 24 singles, e 8 álbuns em compilações.

## Álbuns de estúdio
| Ano  | Título | Posição nas paradas | Posição nas paradas | Certificações    | Certificações |
| ---- | --- | ------------------- | ------------------- | ---------------- | ------------- |
| Ano  | Título | EUA                 | Reino Unido         |                  |               |
| 1969 | The Stooges - Lançado: 5 de agosto de 1969 (EUA), Setembro de 1969 (Reino Unido) - Gravadora: Elektra Records                            | 106                 | -                   | - Platina - Ouro |               |
| 1970 | Fun House - Lançado: Agosto de 1970 - Gravadora: Elektra Records                                                                         | –                   | -                   | - Prata          |               |
| 1973 | Raw Power - Creditado à Iggy & The Stooges - Lançado: Fevereiro de 1973 (EUA), Junho de 1973 (Reino Unido) - Gravadora: Columbia Records | 182                 | 44                  | - Ouro - Prata   |               |
| 2007 | The Weirdness - Lançado: 6 de março de 2007 - Gravadora: Virgin Records                                                                  | 130                 | 81                  |                  |               |
| 2013 | Ready to Die - Creditado à Iggy & The Stooges - Lançado: 30 de abril de 2013 - Gravadora: Fat Possum Records                             | 96                  | 77                  |                  |               |

## Álbuns ao vivo
| Ano  | Título |
| ---- | --- |
| 1976 | Metallic K.O. - Gravadora: Skydog Records                                                                                  |
| 1988 | Live at Whiskey A Go-Go - Gravadora: Revenge Records                                                                       |
| 1995 | Open Up and Bleed - Gravadora: Bomp Records                                                                                |
| 1997 | California Bleeding - Gravadora: Bomp Records                                                                              |
| 2000 | Double Danger - Gravadora: Bomp! (cat# BCD 4076) - CD duplo com uma coletânea de músicas das apresentações da última turnê |
| 2000 | Michigan Palace - Gravadora: Bomp! (cat# BCD 4079) - Gravação de outubro de 1973                                           |
| 2003 | Live in Detroit - Gravadora: Music Video Distributors (MVD)                                                                |
| 2005 | Telluric Chaos - Lançado: 3 de Maio de 2005 - Gravadora: Skydog Records                                                    |
| 2007 | Escaped Maniacs - Lançado: 2007 - Gravadora: ABC Entertainment and Charley Films                                           |
| 2009 | You Don't Want My Name... You Want My Action - Gravadora: Easy Action Records                                              |
| 2010 | Have Some Fun: Live at Unganos - Gravadora: Rhino                                                                          |
| 2011 | Raw Power Live: In the Hands of the Fans - Lançado somente em LP                                                           |

## Coletâneas
| Ano  | Título |
| ---- | --- |
| 1995 | Rough Power - Gravadora: Bomp Records - Mixagens originais de Raw Power                                                                  |
| 1997 | Year Of The Iguana - Gravadora: Bomp Records                                                                                             |
| 1998 | Your Pretty Face is Going to Hell - Gravadora: (1995 UK) Golden Years (cat# gy008) / (1998 USA) Snapper (cat# 156002) / Original Masters |
| 2001 | Wild Love: the Detroit Rehearsals and More) - Gravadora: Bomp! (cat# BCD 4083)                                                           |
| 2006 | Original Punks - Gravadora: Music Club Deluxe                                                                                            |
| 2009 | More Power - Gravadora: Cleopatra Records                                                                                                |
| 2010 | Dirty Power - Gravadora: Music Brokers                                                                                                   |

## Box sets
| Ano  | Título                                                                 |
| ---- | ---------------------------------------------------------------------- |
| 1991 | Night of Destruction - Gravadora: Revenge Records                      |
| 1999 | 1970: The Complete Fun House Sessions - Gravadora: Rhino Entertainment |
| 2005 | Heavy Liquid - Gravadora: Easy Action Records                          |

## Aparição como convidados
- Skull Ring por Iggy Pop 4 de Novembro de 2003 (EUA)Novembro de 2003(Reino Unido) Virgin Records
- Sunday Nights: The Songs of Junior Kimbrough por Various Artists 2005 (EUA) Fat Possum

## Singles
- "I Wanna Be Your Dog" versão mono b/w "I Wanna Be Your Dog" versão stereo (Elektra, 1969), apenas para propaganda
- "I Wanna Be Your Dog" b/w "1969" (Elektra, 1969), EUA
- "1969" b/w "Real Cool Time" (Elektra, 1969)), França
- "I Wanna Be Your Dog" b/w "Ann" (Vedette, 1969), França
- "Down On The Street" b/w "I Feel Alright", (Elektra, 1970), EUA, França e Japão
- "Search And Destroy" versão mono b/w "Search And Destroy" versão stereo (Sony, 1973), apenas para propaganda
- "Shake Appeal" b/w "Search And Destroy" (Sony, 1973), ambas em versão playback acompanhando as faixas de Jesse Ed Davis "She's A Pain" b/w "Keep Me Coming"
- "Raw Power" b/w "Search And Destroy" (Sony, 1973), Japão
- "I Got A Right" b/w "Gimme Some Skin" (Siamese, 1977), EUA
- "I'm Sick Of You" b/w "Tight Pants" b/w "Scene Of The Crime" (Bomp, 1977), EUA
- "Johanna" b/w "Purple Haze" (Revenge, 1988), França
- "My Girl Hates My Heroin" b/w "How It Hurts" (Revenge, 1989), França
- "She Creatures Of Hollywood Hills" b/w "Untitled Scratch 5", uma versão de "Till The End Of The Night", (vendido com o jornal "Spiral Scratch", 1989), Reino Unido
- "T.V. Eye" live version b/w "What You Gonna Do?" (Revenge, 1990), França
- "Till The End Of The Night" b/w "I'm Sick Of You" (Revenge, 1990), França
- "She Creatures Of Hollywood Hills" b/w "Tight Pants" b/w "Jesus Loves The Stooges" (Revenge, 1990), França
- "Open Up And Bleed" studio version b/w "I Got A Right" b/w "Gimme Some Skin" (Revenge, 1990), França
- "Nowhere", a version of "Born In A Trailer" b/w "Consolation Prizes" b/w "Johanna" (Revenge, 1990), França
- "I'm Sick Of You" b/w "Tight Pants" b/w "She Creatures Of Hollywood Hills", 1990
- "I Got A Right" b/w "Gimme Some Skin" (Bomp, 1990), EUA
- "I Got Nothing" b/w "Cock In My Pocket" (Jungle, 1998), Reino Unido
- "Gimme Danger" b/w "Heavy Liquid" (Munster, 1999), Espanha
- "Search And Destroy" b/w "Penetration" (relançamento, 2005)
- "Free & Freaky" (Virgin, 2007)